# Liste des aéroports les plus fréquentés au Vietnam
Cet article dresse la liste des aéroports les plus fréquentés du Vietnam . 

## En graphique
Le graphique qui aurait dû être présenté ici ne peut pas être affiché car il utilise l'ancienne extension Graph, désactivée pour des questions de sécurité. Des indications pour créer un nouveau graphique avec la nouvelle extension Chart sont disponibles ici.

Voir la requête brute et les sources sur Wikidata.

## En tableau
| Rang | Aéroport                         | Ville             | IATA | ICAO | 2012       | 2013       | 2014       | 2015       | 2016       | 2017       | 2018          |
| ---- | -------------------------------- | ----------------- | ---- | ---- | ---------- | ---------- | ---------- | ---------- | ---------- | ---------- | ------------- |
| 1    | Hô Chi Minh Ville (Tân Sơn Nhất) | Hô-Chi-Minh-Ville | SGN  | VVTS | 17.538.353 | 20.035.152 | 22.153.349 | 26.546.475 | 32.486.537 | 35.996.014 | 38.500.000    |
| 2    | Hanoï-Nội Bài                    | Hà Nội            | HAN  | VVNB | 11.341.039 | 12.825.784 | 14.190.675 | 17.213.715 | 20.596.632 | 23.824.400 | 27.000.000    |
| 3    | Đà Nẵng                          | Đà Nẵng           | DAD  | VVDN | 3.090.877  | 4.376.775  | 4.989.687  | 6.722.587  | 8.783.429  | 10.801.927 | 13.229.663    |
| 4    | Cam Ranh                         | Khánh Hòa         | CXR  | VVCR | 1.095.776  | 1.509.212  | 2.062.494  | 2.722.833  | 4.858.362  | 6.500.000  | 8.300.000     |
| 5    | Phú Quốc                         | Kiên Giang        | PQC  | VVPQ | 493.434    | 685.036    | 1.002.750  | 1.467.043  | 2.278.814  | 3.000.000  | 3.400.000     |
| 6    | Hải Phòng-Cat Bi                 | Hải Phòng         | HPH  | VVCI | 683.574    | 872.762    | 927.001    | 1.256.719  | 1.800.000  | 2.089.000  | 2.373.700     |
| 7    | Vinh                             | Nghệ An           | VII  | VVVH | 635.277    | 917.638    | 1.222.698  | 1.300.000  | 1.563.387  | 1.800.000  | 1.800.000     |
| 8    | Phú Bài                          | Thừa Thiên-Huế    | HUI  | VVPB | 673.044    | 427.582    | 1.159.499  | 1.300.000  | 1.550.000  | 1.750.000  | 1.831.000     |
| 9    | Đà Lạt-Liên Khuong               | Lâm Đồng          | DLI  | VVDL | 387.925    | 476.438    | 675.607    | 862.164    | 1.262.513  | 1.530.000  | Inconnu       |
| 10   | Buôn Ma Thuôt                    | Đắk Lắk           | BMV  | VVBM | 410.724    | 535.084    | 695.147    | 830.000    | 1.220.000  | Inconnu    | Inconnu       |
| 11   | Phù Cát                          | Bình Định         | UIH  | VVPC | 236.254    | 290.832    | 420.520    | 630.935    | 1.030.000  | 1.500.000  | Inconnu       |
| 12   | Cần Thơ                          | Cần Thơ           | VCA  | VVCT | 200.751    | 241.307    | 305.015    | 481.447    | 550.090    | 612.512    | 815.000       |
| 13   | Pleiku                           | Gia Lai           | PXU  | VVPK | 319.833    | 319.994    | 300.471    | 237.564    | 797.509    | 753.784    | 720.000       |
| 14   | Côn Đảo                          | Bà Rịa-Vũng Tàu   | VCS  | VVCS | 191.039    | 175.574    | 188.549    | Inconnu    | 294.000    | 400.000    | Inconnu       |
| 15   | Thanh Hóa                        | Thanh Hóa         | THD  | VVTX | NC         | 90.929     | 163.270    | 570.713    | 828.930    | 865.534    | 939.000       |
| 16   | Đồng Hới                         | Quảng Bình        | VDH  | VVDH | 81.764     | 105.586    | 117.656    | 261.372    | 365.000    | 470.000    | 700.000 (ước) |
| 17   | Diên Biên Phu                    | Ðiện Biên Phủ     | DIN  | VVDB | 73.372     | 74.272     | 81.564     | Inconnu    | 70.302     | 70.486     | Inconnu       |
| 18   | Đông Tác                         | Phú Yên           | TBB  | VVTH | 62.825     | 63.103     | 64.037     | 107.843    | 326.982    | 337.000    | 403.000       |
| 19   | Chu Lai                          | Quảng Nam         | VCL  | VVCA | 53.753     | 50.974     | 40.198     | 154.549    | 553.285    | 673.000    | Inconnu       |
| 20   | Quảng Trị                        | Kiên Giang        | VKG  | VVRG | 60.180     | 52.409     | 33.544     | Inconnu    | Inconnu    | Inconnu    | Inconnu       |
| 21   | Cà Mau                           | Cà Mau            | CAH  | VVCM | 37.995     | 34.400     | 30.698     | Inconnu    | Inconnu    | Inconnu    | Inconnu       |
| 22   | Sơn La                           | Sơn La            | SQH  | VVNS | Inconnu    | Inconnu    | Inconnu    | Inconnu    | Inconnu    | Inconnu    | Inconnu       |